# Vicente Juan Masip

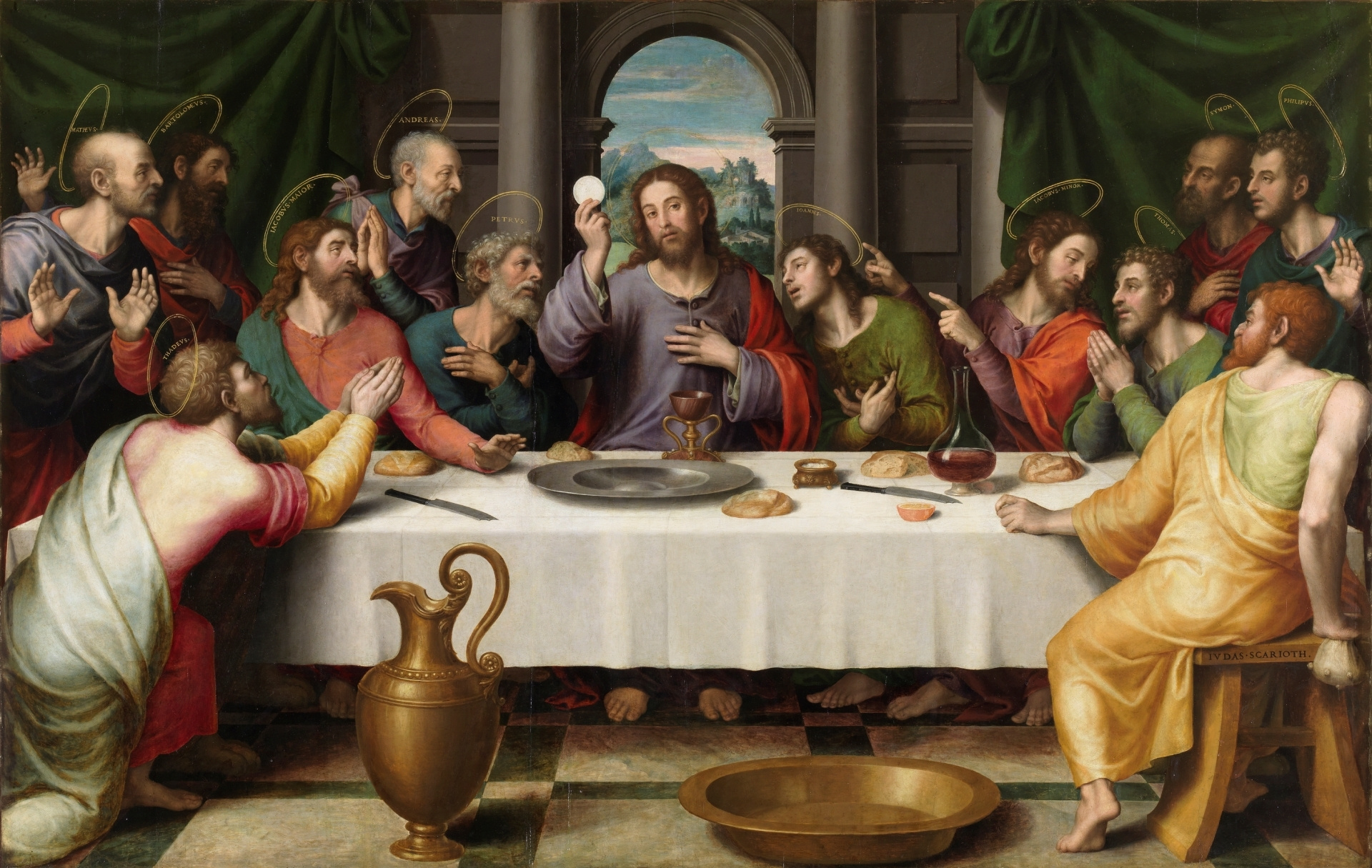
A última Ceia, Museu do Prado, Madri

Vicente Juan Masip (também conhecido como Joan de Joanes (La Font de la Figuera 1507 – Bocairent 1579) foi um pintor espanhol do Renascimento, considerado o mais importante membro da Escola de Pintura de Valência.
Seu pai era Vicente Masip (Andilla 1475 – Valencia 1545) e seu filho, Vicente Masip Comes (1555–1623), conhecido como Vicent de Joanes. Sua duas filhas, Dorotea Joanes (d. 1609) e Margarita Joanes (d. 1613), também foram pintoras. Seu aprendiz mais importante foi Nicolas Borras.
Nascido em La Font de la Figuera, talvez tenha estudado arte na Itália pela influência de Sebastiano del Piombo ou talvez tenha recebido essa influência pelas obras de arte que chegavam à Valência ou mesmo por dois pintores italianos, Paolo da San Leocadio e Francesco Pagano, que foram contratados pelo Papa Alexandre VI para pintar na Catedral de Valência.
Nunca pintou figuras profanas e seguiu os passos de Luis de Vargas e Fra Angelico, considerando a pintura um trabalho solene.